# Euphorbia neriifolia

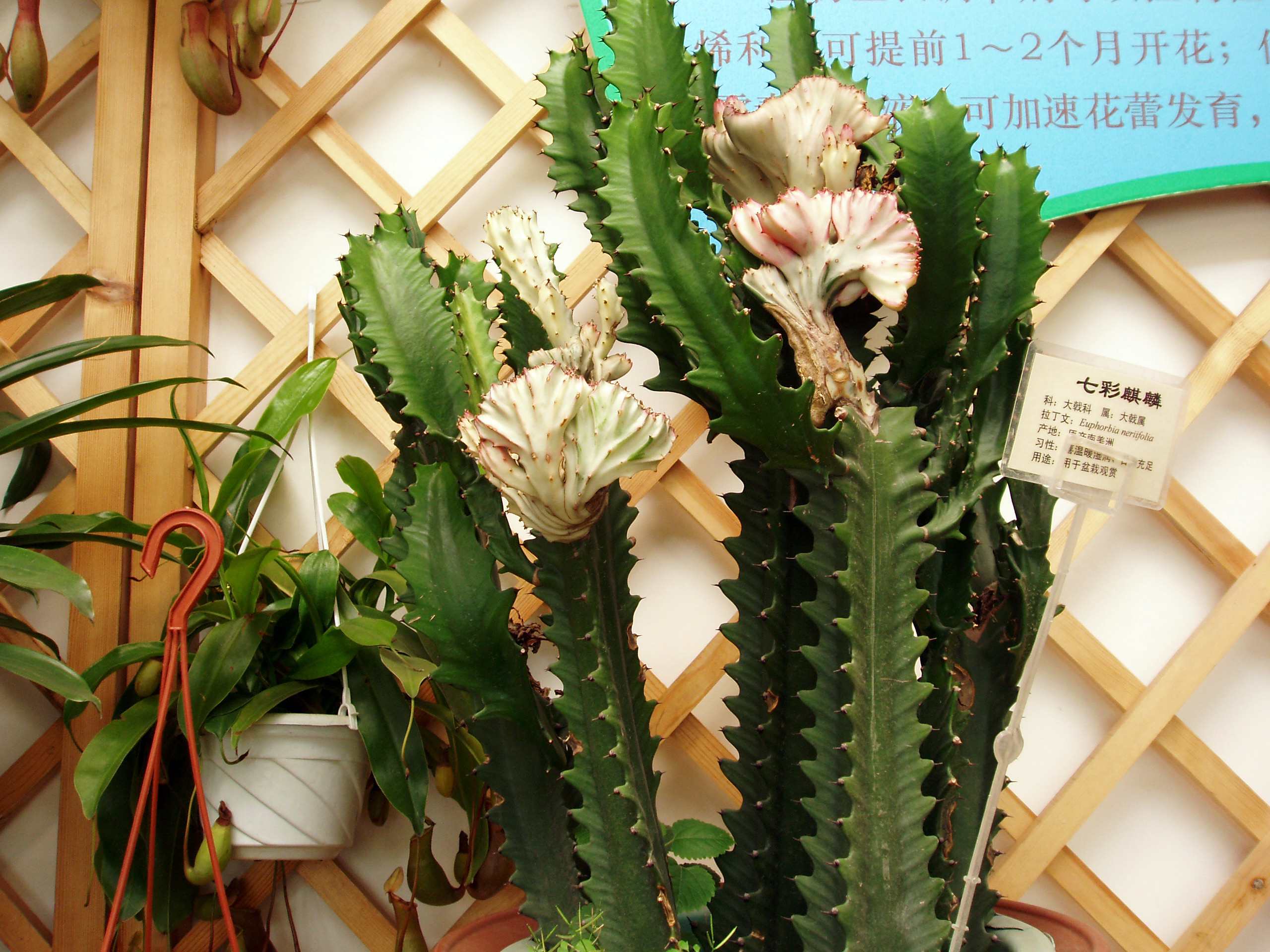
Planta joven.

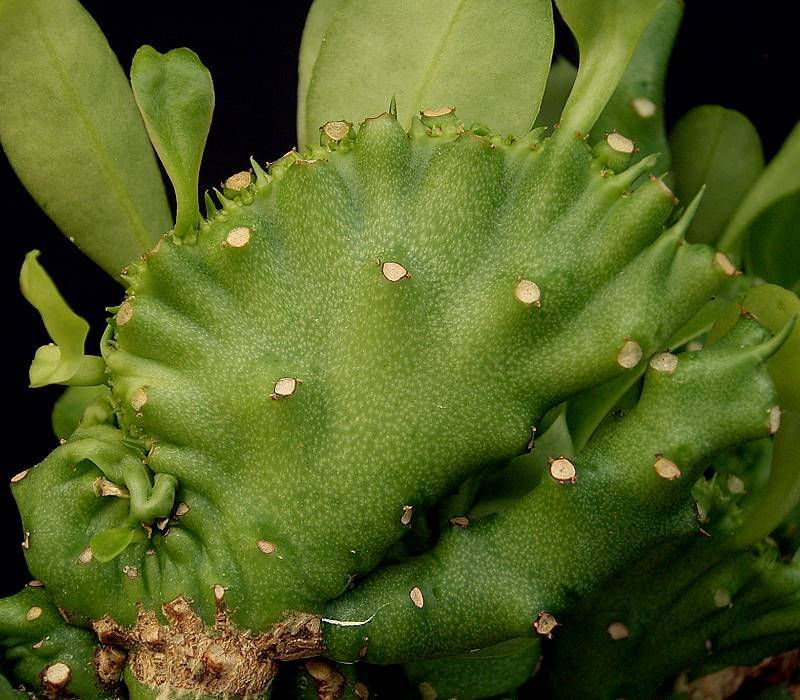
Detalle.

Euphorbia neriifolia es una especie de planta perteneciente a la familia Euphorbiaceae, conocida comúnmente como lengua de perro, sorosora de Filipinas o tuna francesa. Nativa de India central, Odisha y el sur de la India en el Decán, pero actualmente se encuentra naturalizada en Bengala Occidental, Sri Lanka, Birmania, Tailandia y en toda la región de Malasia, excepto Borneo. También se cultiva como seto y planta ornamental en otras regiones tropicales.

## Descripción
Euphorbia neriifolia es un gran arbusto carnoso xerófilo con aspecto similar a un cactus muy ramificado, que crece de 2 a 6 metros o más de altura con ramas redondeadas.
Tallo: el tronco principal y las ramas más grandes son redondas, las ramas más jóvenes son algo verticiladas, sin articulaciones, arremolinadas, de color gris o verde claro, glabras, de 8 a 30 mm de grosor, a menudo sin hojas.
Hojas: Crecen hacia el final de las ramas, son gruesas, carnosas, alternas, de forma oblonga o espatulada, 10-18 cm de largo por 3-7 cm, base atenuada, márgenes enteros y ápice redondeado. Son subsésiles, con pecíolos muy cortos de 2-4 mm de largo. Son caducas, persistentes durante el período de vegetación y caen a fines del verano y principios de otoño. Presenta espinas estipulares en pares, de 1-4 mm de largo, agudas.
Inflorescencias: de 3 a 7 cimas o panículas que aparecen lateralmente en las axilas de las hojas superiores en pedúnculos cortos, rígidos y bifurcados.
Flores: aplanada-globosa 1.5-2 mm x 4-5 mm, rojiza, con un pedúnculo de 6-7 mm,. La corola está ausente pero el involucro tiene dos brácteas de color rojo brillante, casi redondas a ovadas, de 3-7 mm de largo.

## Usos

### Comestible
Las hojas se pueden consumir crudas o cocidas, cuando se hierven con almíbar, las hojas y las rodajas de las ramas pueden convertirse en dulces parecidos a la fruta confitada.

### Agroforestal
Se cultiva como cerca viva para delimitar terrenos o mantener al ganado. 
La madera es aromática, se utiliza para objetos pequeños como mangos de cuchillo.
El látex se aplica sobre los cortes hechos por los recolectores en la corteza de la palma de Palmira, para evitar ataques de gorgojo rojo.

### Medicinal
El látex es ligeramente irritante al contacto con la piel y tóxico, también es diurético, purgante, rubefaciente y vermífugo, se ha utilizado para tratar el estreñimiento, asma, dolor de garganta y otras afecciones. Súsruta lo prescribía mezclado con agua para tratar varias afecciones abdominales, como ictericia y ascitis, enfermedades cutáneas, trastornos urinarios, incluso la diabetes. Se ha utilizado también en el tratamiento de problemas como las hemorroides. Hay muchas formas diferentes de abordar estas condiciones; uno es mezclando polvo de cúrcuma con el látex y aplicándolo sobre la lesión, otro es ahumando las hojas, machacándolas y luego aplicándolas sobre la lesión.
El látex se usa para eliminar verrugas y otras erupciones cutáneas al aplicarlo directamente sobre la lesión. El jugo exprimido de hojas calentadas es un remedio para la otalgia y la otitis. Existen diversas formas de aplicación, al menos en Malasia. Se supone que es la primera opción en el tratamiento del dolor de oído. En Sarawak, en lugar de exprimir las hojas, simplemente se enrollan, se insertan en el canal auditivo y sopla aire a través de él.  La raíz y la pulpa del tallo se consideran antisépticas. La actividad antibacteriana había sido aprovechada por los profesionales tradicionales como se ve en su aplicación para el tratamiento de úlceras, y el vendaje de heridas.
La raíz sirve como antiespasmódico, y mezclada con pimienta negra se aplica para curar mordeduras de serpiente.
Para desintoxicar el látex: un canasto de jugo de hojas de tamarindo, después de filtrado a través de un paño, se mezcla con dos cucharadas de látex y se seca luego al calor del sol. El látex se purifica y puede usarse cuando sea necesario. Los efectos adversos pueden remediarse tomando hojas de tamarindo machacadas y mezcladas con agua.

Estructura química del Euphol.

### Farmacológico
Las heridas cutáneas tratadas con aplicación tópica de una solución acuosa estéril al 0,5% y 1,0% del extracto acuoso del látex de E. neriifolia tienen un mejor proceso de curación, como lo demuestra el aumento de la resistencia a la tracción, el contenido de ADN, la epitelización y la angiogénesis.
En un estudio realizado sobre las actividades farmacológicas del extracto de hoja de E. neriifolia, los investigadores encontraron que los extractos de hoja tienen actividades anti-ansiedad, antipsicóticas y anticonvulsivas en ratones.
La saponina cruda del extracto hidroacólico de la hoja de E. neriifolia contiene Euphol como sapogenina principal. Las saponinas crudas mostraron un buen antioxidante, como lo demuestra la potente actividad antioxidante en todos los parámetros (capacidad de donación de hidrógeno, poder reductor, peroxidación antilípida, incluida la actividad de eliminación contra el superóxido), excepto la actividad de eliminación contra los radicales hidroxilo.
El extracto hidroalcohólico de hojas secas de E. neriifolia al 70% V/V demostró un mayor efecto antiinflamatorio y analgésico que las dosis estándar de indometacina y diclofenaco sódico. La actividad inhibitoria periférica como se evidencia por la inhibición de la inflamación de la pata inducida por carragenano probablemente se deba a la presencia de varios flavonoides que poseen actividades antiinflamatorias y analgésicas.
El extracto de acetato de etilo de E. neriifolia mostró citotoxicidades significativas contra las siguientes líneas celulares: carcinoma de pulmón de Lewis, melanoma B16F10 y adenocarcinoma de colon humano SW480 de una manera dependiente de la dosis.
El extracto de etanol de hojas y los extractos de éter de petróleo de las vainas de E. neriifolia se analizaron por sus actividades antibacterianas contra Pseudomonas aeruginosa, Staphylococcus aureus y Escherichia coli. Los resultados mostraron que estos extractos fueron más efectivos para inhibir el crecimiento de E. coli que para P. aeruginosa y S. aureus.

## Taxonomía
Euphorbia neriifolia fue descrita por  Carlos Linneo y publicado en Species Plantarum: 451. 1753.
Etimología
Euphorbia: nombre genérico que deriva del médico griego del rey Juba II de Mauritania (52 a 50 a. C. - 23), Euphorbus, en su honor – o en alusión a su gran vientre –  ya que usaba médicamente Euphorbia resinifera. En 1753 Carlos Linneo asignó el nombre a todo el género.
neriifolia: epíteto latino

## Galería

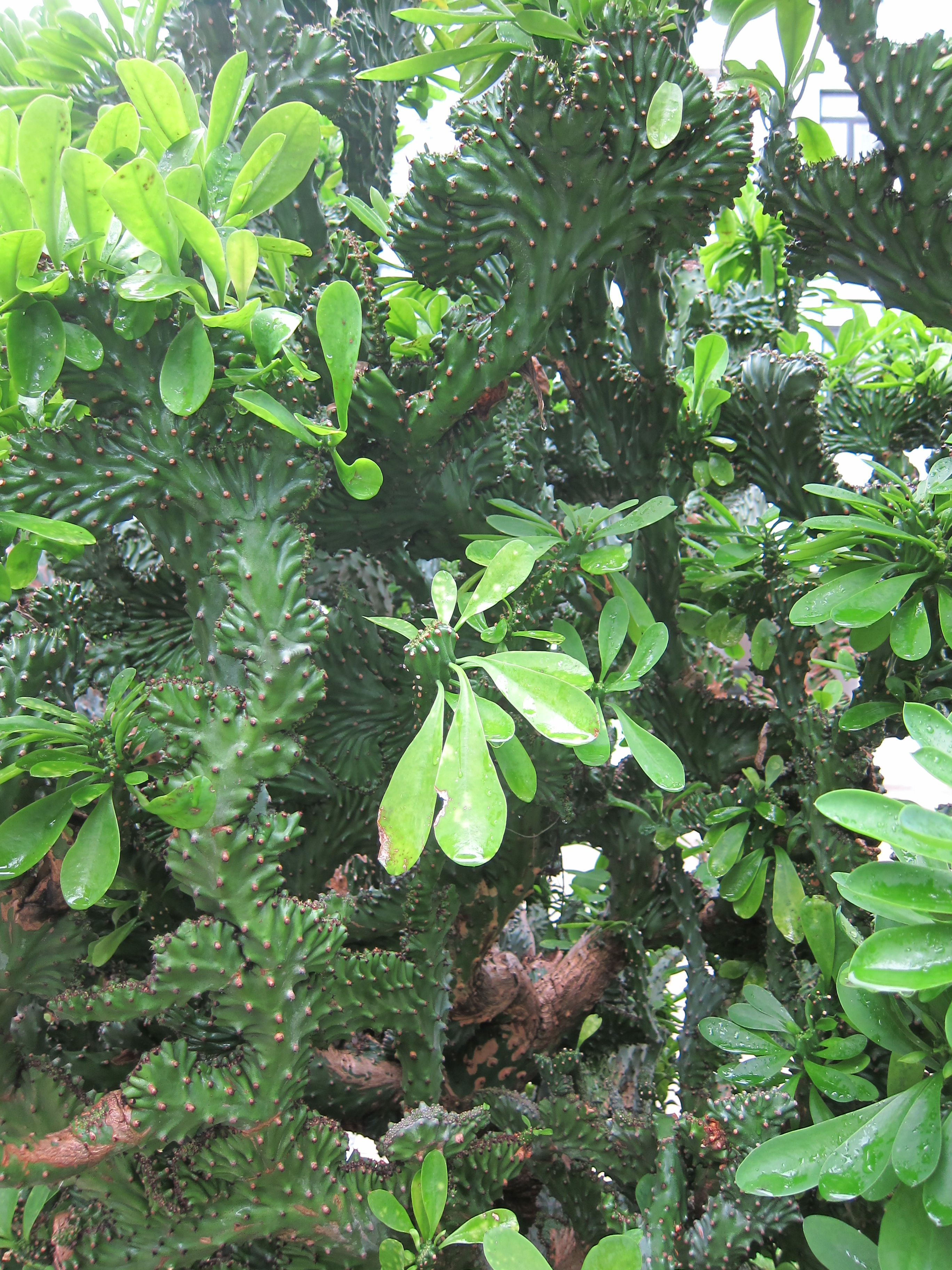
Heng Fa Chuen, Hong Kong.
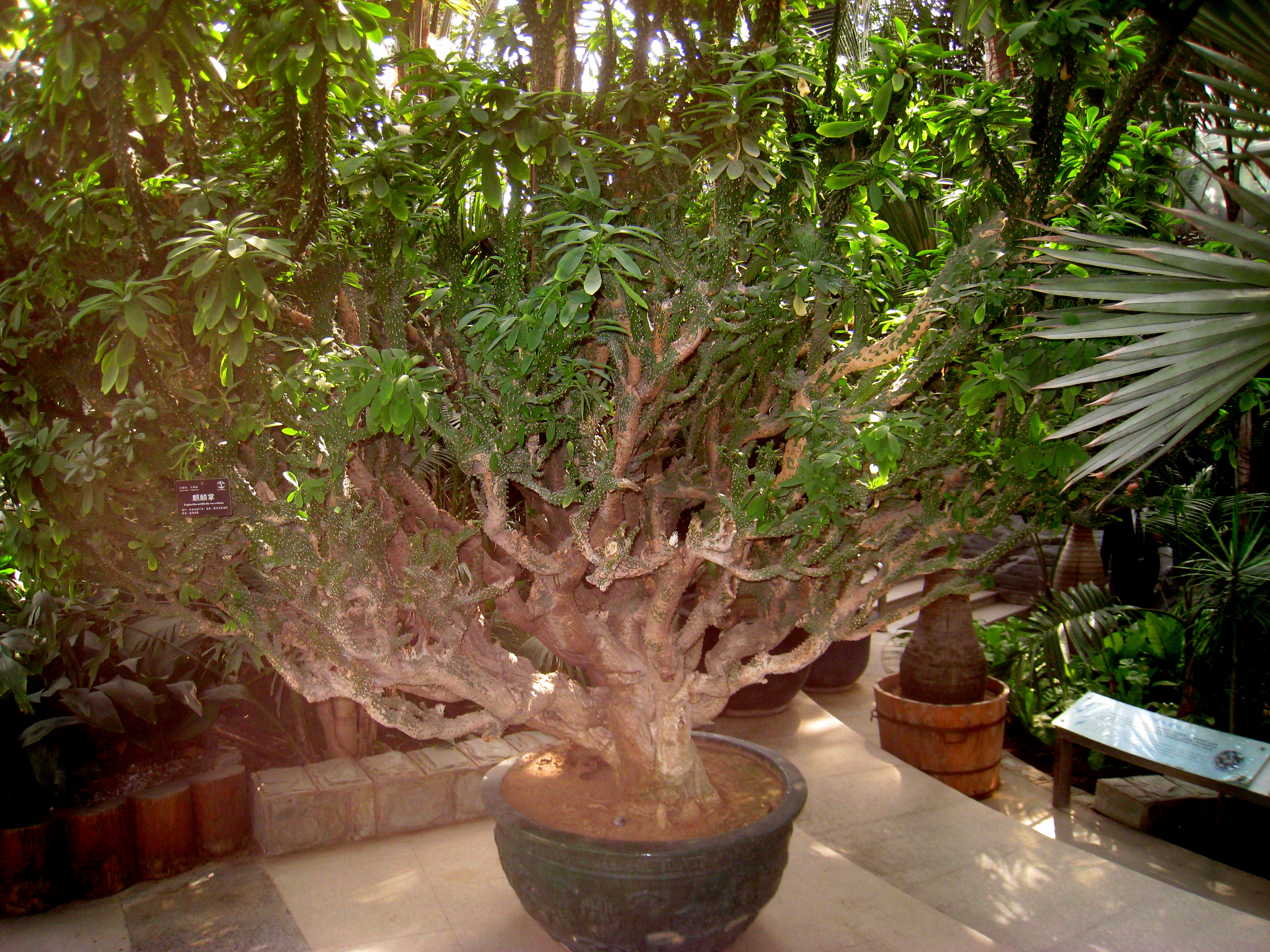
Ejemplar en maceta.
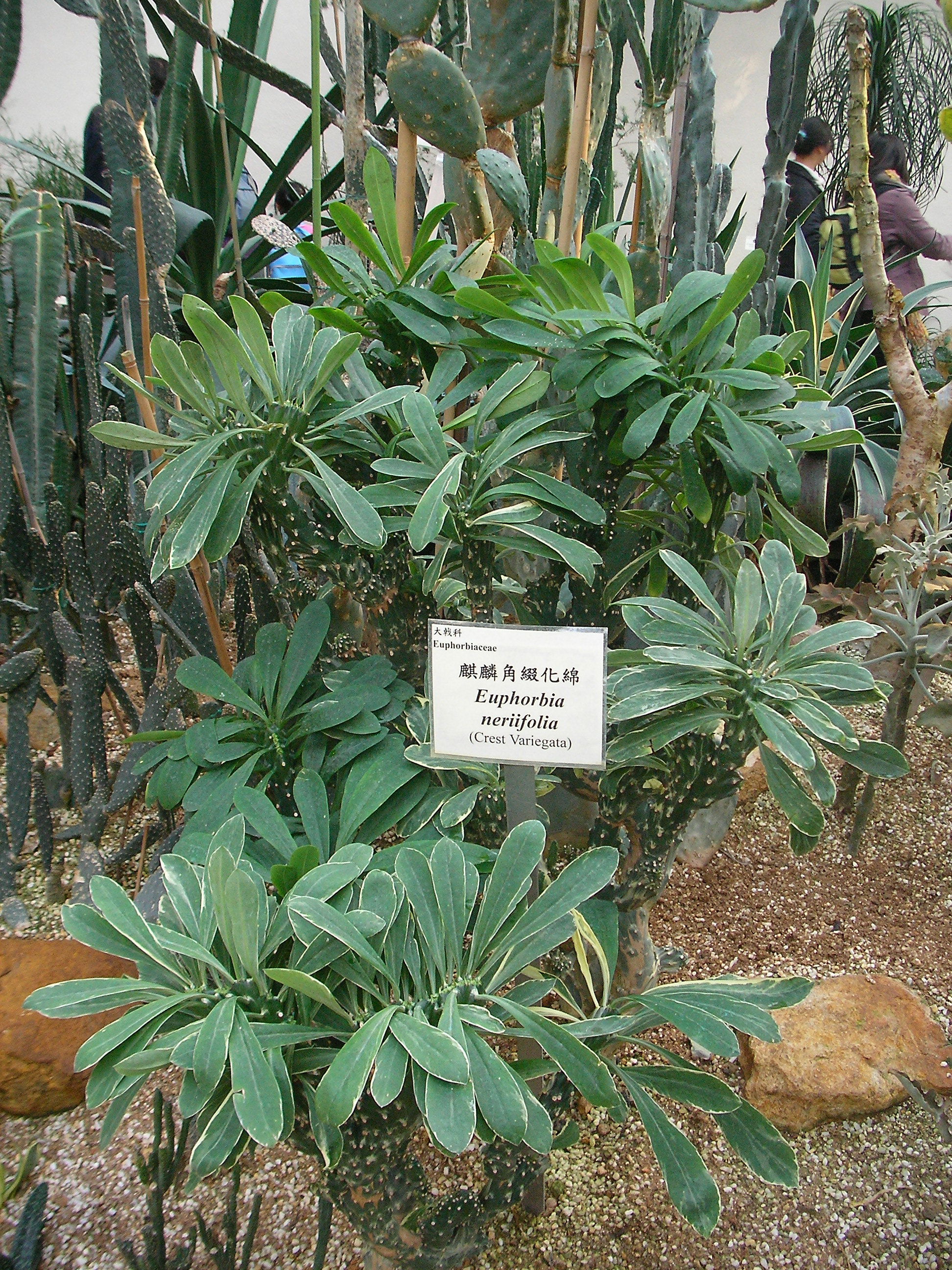